# فيليب جاكوبسون
فيليب جاكوبسون (بالإنجليزية: Phillip Jacobson) هو مهندس معماري أمريكي، ولد في 1928 في سانتا مونيكا في الولايات المتحدة.